# Genöcide
Genöcide war eine US-amerikanische Punk- und Metal-Band aus New Brunswick, New Jersey, die im Jahr 1979 gegründet wurde und sich ca. 1987 wieder auflöste.

## Geschichte
Die Band wurde im Jahr 1979 von Sänger Bobby Ebz, Gitarrist Mickey „Jet Screamer“ Barba, Bassist Jim Sorenson und Schlagzeuger Brian „Damage“ Keats gegründet. Bereits vorher hatten Keats und Barba in einer Band namens Propaganda gespielt, wobei Keats auch schon bei The Systematics zu hören war. Die Band war erstmals im Jahr 1982 auf der Split-Veröffentlichung Last Rites for Genocide And MIA von Smoke Seven Records zusammen mit M.I.A. zu hören. Als Gastsängerin war Ingor Lorre (The Nymphs) zu hören, mit der Ebz eine kurzzeitige Beziehung pflegte. Im selben Jahr kamen Gitarrist Mike „Wattage“ Dempko und Bassist Biggie zur Besetzung. Im Folgejahr verließ Gitarrist Barba die Band und Bob „Rock and Roll“ Sexton kam als neuer Bassist zur Besetzung. Gegen Ende des Jahres kam außerdem Pete „Pistol“ „Powers“ Marshall zur Band und ersetzte Gitarrist Dempko. Zwei Live-Versionen der Lieder Stillborn und Never Nothing waren im Jahr 1983 auf der Kompilation Hardcore Takes Over zu hören. Im Jahr 1985 erschien das Demo Reign of Terror. Im Jahr 1987 schloss sich das Album Submit to Genöcide an, worauf die Band aus Sänger Ebz, Gitarrist Marshall, Schlagzeuger T. Best und Bassist Sexton. Nach der Auflösung der Band, trat Keats später neben Verbal Abuse einigen weiteren Bands bei und war auch kurzzeitig bei den Misfits vertreten. Marshall war unter anderem später auch in Iggy Pops Tournee-Band 1996 aktiv.

## Stil
Die Band spielte auf ihrem Demo Reign of Terror klassischen Punk und vermischte auf ihrem Album Submit to Genöcide diese Musik mit Power- und Thrash-Metal. Textlich behandelte die Band etwa die Taten von Charles Mansons Manson Family, Oralverkehr mit einer Frau, die auf ihrer Periode ist oder klaustrophobische Angstzustände. Auch werden Horrorgeschichten erzählt, die an die Werke von Anatole Litvak erinnern. Klanglich lässt sich die Band mit D.R.I. vergleichen, wobei die Gitarren an Bands wie Motörhead und Exciter erinnern.

## Diskografie
- 1982: Last Rites for Genocide And MIA (Split mit M.I.A., Smoke Seven Records)
- 1985: Reign of Terror (Demo, Eigenveröffentlichung)
- 1987: Submit to Genöcide (Album, New Renaissance Records)
- 2010: Down to Kill (Kompilation, Horror Records)